# Distrito electoral de Percy (Illinois)
Percy (en inglés: Percy Precinct) es un distrito electoral ubicado en el condado de Randolph en el estado estadounidense de Illinois. En el Censo de 2010 tenía una población de 1223 habitantes y una densidad poblacional de 24,66 personas por km².

## Geografía
Percy se encuentra ubicado en las coordenadas 38°1′11″N 89°37′0″O / 38.01972, -89.61667. Según la Oficina del Censo de los Estados Unidos, Percy tiene una superficie total de 49.6 km², de la cual 48.58 km² corresponden a tierra firme y (2.06%) 1.02 km² es agua.

## Demografía
Según el censo de 2010, había 1223 personas residiendo en Percy. La densidad de población era de 24,66 hab./km². De los 1223 habitantes, Percy estaba compuesto por el 92.23% blancos, el 0.57% eran afroamericanos, el 0.41% eran amerindios, el 0.16% eran asiáticos, el 0.16% eran isleños del Pacífico, el 5.31% eran de otras razas y el 1.14% pertenecían a dos o más razas. Del total de la población el 7.77% eran hispanos o latinos de cualquier raza.